# Гирловий тиск
Гирловий тиск (рос.устьевое давление; англ. shutin wellhead pressure; нім. Mündungsdruck m) — тиск рідини (газу) на виході із свердловини, на гирлі. Син. — устьовий тиск, тиск на гирлі (усті).
Вимірюється манометрами устьової арматури. Розрізняють статичний і динамічний гирловий тиск. Статичний заміряється в зупиненій свердловині і залежить від пластового тиску, глибини свердловини і густини середовища, яке її заповнює. Він чисельно дорівнює різниці пластового тиску і тиску стовпа рідини від гирла до пласта. Динамічний гирловий тиск вимірюється у діючій свердловині, залежить від тих же параметрів, що й статичний, і, крім того, від дебіту свердловини або витрати нагнітального аґента, а також від тиску у трубопроводі поблизу свердловини і перепаду тиску в запірно-регулюючих органах устьової арматури. Надлишковий гирловий тиск по відношенню до атмосферного може досягати 100 МПа і більше (у газових свердловинах, у процесі гідророзриву пласта).